# 海豐堡
海豐堡，是台灣中南部自清治時期至日治初期的一個行政區劃，其範圍包括今雲林縣的麥寮鄉中西部、東勢鄉西部及台西鄉全部。
海豐堡西邊瀕臨台灣海峽，北邊為深耕堡，東邊為布嶼堡，南邊為尖山堡。

## 管轄街庄
海豐堡共轄25個庄：
- 今麥寮鄉境內：麥藔庄、沙崙後庄、橋頭庄、雷厝庄、施厝藔庄、許厝藔庄
- 今東勢鄉境內：東勢厝庄、牛埔頭庄、程海厝庄、路利潭庄、下許厝藔庄、番仔藔庄
- 今台西鄉境內：崙仔頂庄、普令厝庄、山藔庄、什張犂庄、牛厝庄、坵厝庄、溪頂庄、海口厝庄、新興庄、五條港庄、蚊港庄、五塊藔庄、火燒牛稠庄